# Mike Oliveira
Mike Oliveira (født 21. februar 1979 i West Lorne, Ontario) er en canadisk ishockeyspiller der fra sæsonen 2007-08 spiller for Rødovre Mighty Bulls i Superisligaen. Hans foretrukne position på isen er center. Efter sæsonen underskrev Oliveira endnu en ét-årig kontrakt med Rødovre, efter eget udsagn fordi han ikke var tilfreds med sin egen indsats i den forgange sæson.
Han spillede som junior for Kingston Frontenacs i OHL og har tilbragt de fleste af sine senior-år i de lavere nordamerikanske serier, heriblandt ECHL.
Han kom til Rødovre efter en sæson i norsk ishockey, hvor han spillede for Lillehammer I.K.
Oliveira ses ofte som straffeslagsskytte for Rødovre, bl.a. omsatte han to straffeslag i kampe mod henholdsvis Herlev Hornets og Frederikshavn Whitehawks til mål ved at afdrible målmanden fuldstændig for så at "lægge" pucken i målet.

## Eksterne links
Statistik fra www.eurohockey.net

Statistik fra www.hockeydb.com